# Aminabad-e Ghaslan
Aminabad-e Ghaslan, znana także jako Aminabad i Minehabab (perski: امين آباد قصلان) – wieś w północnym Iranie, w ostanie Kurdystan. W 2006 roku miejscowość liczyła 167 osób w 46 rodzinach.